# Незнанието
„Незнанието“ (на френски: L'ignorance) е роман на писателя Милан Кундера, написан през 1999 г. Публикуван е на френски език през 2000 г. Преведен е на български език през 2004 г. от Боян Знеполски. Книгата представлява своеобразно завръщане на Милан Кундера в родината си.

## Сюжет
Чехкинята Ирена, която е изгонена от своята родина и живее във Франция, решава да се завърне вкъщи след 20-годишно отсъствие. По време на пътуването си тя среща случайно Йозеф, който също е емигрант и е за кратко неин любовник в Прага.
Романът проследява чувствата, инициирани от завръщането в родината, която е престанала да бъде дом. По този начин се пресъздават и сцени от завръщането у дома в Одисеята. Нарисувана е трогателна картина на любовта и нейните проявления, което е повтаряща се тема в романите на Кундера. Романът изследва и начините, по които хората имат селективни спомени като предшественици на невежеството. Концепцията за невежеството е представена като двоен феномен, в който незнанието може да бъде осъзнато действие, в което хората участват, като например избягване на неприятни теми за разговор или разиграване. Също така изследването на неволните аспекти на това да бъдеш невеж, като например преструване на невеж за миналото или избягване на истината.
Това е историята на Ирена и Йозеф, една попаднала в Париж чехкиня и един чешки ветеринарен лекар, който се установява в Дания. И двамата се завръщат; събитията през 1989 г. им дават този шанс. Връщат се с и без желание. Ирена, която е загубила чешкия си съпруг и само отчасти се чувства обвързана с един шведски предприемач; Йозеф, тъй като датската му жена е умряла и той отчаяно търси някакъв изход.
Родината, която намират, е не само един задкулисен свят, но и ландшафт на наследеното, материално и духовно. Човек може да предяви претенции, но най-често не получава никакъв отговор, да не говорим за отплата. Кундера, обаче, подхожда към своите чехи с много разбиране. Постепенно се разкрива огледалната история на двамата главни герои, която е едновременно тяхна среща и крушение.